# Guy Dufaux
Pour les articles homonymes, voir Dufaux.
Guy Dufaux est un directeur de la photographie et réalisateur canadien né le 18 juillet 1943 à Lille, France. Il est frère du documentaliste Georges Dufaux.

## Filmographie

### Comme directeur de la photographie
- 1967 : Jeux de Québec 1967
- 1967 : 9 minutes
- 1972 : Les Smattes
- 1973 : Les Dernières Fiançailles
- 1973 : On n'engraisse pas les cochons à l'eau claire
- 1977 : Le Vieux Pays où Rimbaud est mort
- 1978 : Comme les six doigts de la main
- 1980 : Avoir 16 ans
- 1980 : Thetford au milieu de notre vie
- 1980 : Corridors
- 1980 : Pris au piège
- 1982 : Les Fleurs sauvages
- 1982 : Les Pièges de la mer
- 1982 : Le Futur intérieur
- 1982 : Du grand large aux Grands Lacs
- 1984 : Sonatine
- 1984 : Le Jour S...
- 1985 : Cinéma, cinéma
- 1986 : Le Bras armé de la loi (One Police Plaza) (TV)
- 1986 : Equinoxe
- 1986 : Bach et bottine
- 1986 : Pouvoir intime
- 1986 : Le Déclin de l'empire américain
- 1987 : Un zoo la nuit
- 1987 : Le Lys cassé
- 1988 : Pin...
- 1988 : C.A.T. Squad: Python Wolf (TV)
- 1988 : Portion d'éternité
- 1988 : Milk and Honey
- 1989 : Jésus de Montréal
- 1990 : Un autre homme
- 1990 : Moody Beach
- 1991 : Sam & Me
- 1991 : Nelligan
- 1992 : Léolo
- 1993 : Vendetta II: The New Mafia (TV)
- 1994 : Camilla
- 1996 : Joyeux Calvaire
- 1997 : Le Polygraphe
- 1997 : Platinum (TV)
- 1998 : Polish Wedding
- 1998 : Tang le onzième (Nguol thùa)
- 1999 : Voyeur (Eye of the Beholder)
- 1999 : Une nuit très particulière (One Special Night) (TV)
- 2000 : Gatsby le Magnifique (The Great Gatsby) (TV)
- 2000 : Stardom
- 2000 : It Was an Accident
- 2001 : Haven (TV)
- 2001 : Love the Hard Way
- 2001 : L'Ange de goudron
- 2002 : Napoléon (feuilleton TV)
- 2003 : Les Invasions barbares
- 2003 : Word of Honor (en) (TV)
- 2004 : Bad Apple (TV)
- 2004 : Le Bonnet de laine (The Wool Cap) (TV)
- 2005 : Une vie à l'épreuve (Dawn Anna) (TV)
- 2005 : Les Filles du botaniste
- 2006 : Marie Antoinette (TV)
- 2007 : L'Âge des ténèbres
- 2010 : Good Neighbours

### Comme réalisateur
- 1980 : Corridors
- 1980 : Pris au piège

## Récompenses et Nominations

### Nominations
- 1996 : Prix Génie pour la meilleure cinématographie : Le Polygraphe
- 2002 : Prix Jutra pour la meilleure direction de la photographie : L'Ange de goudron